# MBB Lampyridae
MBB Lampyridae (lateinisch für „Leuchtkäfer“) oder MRMF (Medium Range Missile Fighter, deutsch: „mit Raketen bewaffneter Mittelstreckenjäger“) war ein von Messerschmitt-Bölkow-Blohm betriebenes Flugzeug-Technologieprojekt in den 1980er-Jahren zur „Radarsichtbarkeit von Kampfflugzeugen“.

## Geschichte
Das Programm wurde von 1981 bis 1987 durchgeführt. Im Vordergrund stand dabei die Entwicklung eines Flugzeugkonzepts, das einen möglichst geringen Radarquerschnitt aufweisen und zusätzlich auch als Jagdflugzeug einsetzbar sein sollte. Es wurden zwei Maßstabsmodelle (eines in 3/4, eines in 2/7 der geplanten Größe), ein Mock-up für Radartests in Originalgröße sowie verschiedene Windkanalmodelle angefertigt. 1987 flog das Modell im Maßstab 3:4 (Länge: 12 m, Spannweite: 6 m) bemannt im deutsch-niederländischen Windkanal, der einen Querschnitt von 9,5 mal 9,5 m aufweist.  Über 15 Flüge bestätigten die gutmütigen Flugeigenschaften des Musters. Im selben Jahr wurde das Projekt amerikanischen Offizieren in einer MBB-Fabrik in Ottobrunn gezeigt. Die Bundesregierung stellte das Projekt ein, inoffiziell sollen die Amerikaner Druck gemacht haben.
Im Februar 1995 wurde die Geheimhaltung teilweise aufgehoben.
Insgesamt wurden 8.993.000 Deutsche Mark in das Projekt investiert.
DASA (Luft- und Raumfahrtkonzern) hat einen Nachfolger namens TDEFS (Technology Demonstrator for Enhancement and Future Systems) mit einem Windkanal-Modell FTT (Fliegender Technologie-Träger) entwickelt, jedoch war die Technik in den 90er Jahren schon veraltet und das Projekt wurde beendet.

## Konstruktion
Die Konturen des Flugzeugs waren nach dem Polyederprinzip, ähnlich der Oberfläche der F-117, gestaltet und wiesen keine rechten Winkel oder gerundete Flächen auf. Die Konstrukteure unter der Leitung von G. Löbert legten das Polyederprinzip noch strenger aus als die F-117-Entwickler, so dass die Lampyridae in Berechnungen und bei Versuchen mit dem 1:1-Mock-up bessere Tarnkappeneigenschaften als die F-117 zeigte, obwohl sie über weniger als halb so viele Facetten verfügte. Die Maschine sollte Überschallgeschwindigkeit erreichen können.

## Verbleib
Ein Modell befindet sich heute im Gerhard-Neumann-Museum in Niederalteich. Der Nachfolger von MBB, DASA, führte ebenfalls Stealth-Projekte durch. Wahrscheinlich  wurden die alten Projektdaten für das spätere Projekt übernommen.
In der Bundestag-Drucksache 13/2113 vom 4. August 1995 heißt es:

„Im Rahmen des Wehrtechnischen Technologieprogramms Luftfahrzeuge des Bundesministeriums der Verteidigung werden für bemannte und unbemannte Anwendungen Stealth-Untersuchungen auf Komponenten-Ebenen im Bereich Radar-, Infrarot- und Schallsignaturen durchgeführt. Die Erkenntnisse aus dem Lampyridae-Vorhaben werden dabei genutzt.“